# 第一届超级碗
第一届超级碗（Super Bowl I），即第一届AFL-NFL世界冠军赛（AFL-NFL World Championship Game），由美国橄榄球联盟（AFL）冠军堪萨斯城酋长队对阵国家橄榄球联盟（NFL）冠军绿湾包装工队。比赛于1967年1月15日在洛杉矶的洛杉矶纪念体育场举行。
最终，绿湾包装工队以35-10战胜堪萨斯城酋长队，夺得首届超级碗冠军。四分卫巴特·斯达尔（Bart Starr）获得最有价值球员称号。